# Asplenium aneitense
Asplenium aneitense är en svartbräkenväxtart som beskrevs av Carr. Asplenium aneitense ingår i släktet Asplenium och familjen Aspleniaceae. Inga underarter finns listade.